# 麻家渡镇
麻家渡镇，是中华人民共和国湖北省十堰市竹山县下辖的一个乡镇级行政单位。

## 行政区划
麻家渡镇下辖以下地区：
店子街村、营盘河村、柿树坪村、罗家坡村、涧沟梁村、刘家河村、鸡公梁村、太山庙村、水田坝村、折峪河村、双堰村、关东沟村、桂花树村、杨家河村、总兵安村、墩梓村、黑虎村、白玉村、牌楼村、蛟龙村和龙兴村。